# Тракстон, Томас
То́мас Тра́кстон (англ. Thomas Truxtun, 17 февраля 1755, Хемпстед, Нью-Йорк — 5 мая 1822, Филадельфия, Пенсильвания) — американский военно-морской офицер, коммодор.

## Биография
Тракстон родился в деревне Хемпстед, на острове Лонг-Айленд, штат Нью-Йорк. Получил начальное образование и уже в 12-летнем возрасте поступил на службу на британское торговое судно «Питт». Однако благодаря личным качествам и своим способностям уже в 20 лет командовал собственным судном «Эндрю Калдвелл». Перед Американской революцией его принудительно завербовали в Королевский флот. Ему был предложен патент на чин мичмана, который он отверг.
Во время войны за независимость занимался каперством, командуя несколькими судами: «Конгресс», «Индепенденс», «Марс» и «Сент-Джеймс». Его деятельность в годы войны имела значительный успех: он захватил множество вражеских судов, не потерпев ни одного поражения.
После окончания войны вернулся к службе на торговых судах, где его карьера продолжалась ещё 20 лет. В 1786 году Тракстон командовал судном «Кантон», которое базировалось в Филадельфии и принадлежало к числу первых американских судов, принявших участие в торговле с Китаем.
В 1794 году Тракстон был назначен капитаном в только что восстановленный военно-морской флот США, и во время Квази-войны с Францией командовал фрегатом «Констеллейшн». До этого он наблюдал за его строительством вместе с Сайласом Тальботом и после спора за должность был назначен на корабль личным решением президента США Джорджа Вашингтона, получив чин коммодора. Благодаря крайне успешным действиям его корабля во время военных операций против Франции, особенно сражению с La Vengeance и захвату фрегата «Инсургент», он получил широкую известность и стал настоящим героем того времени. 29 марта 1800 года Томас Тракстон был награждён Золотой медалью Конгресса.
В течение этого периода Тракстон вступал в спор за пост командующего «Констеллейшн» и с Ричардом Дейлом. В 1800 году он несколько месяцев командовал фрегатом «Президент», а вскоре после этого ушёл в отставку, поселившись сначала в Перт-Амбой (штат Нью-Джерси), а затем в Филадельфии. В 1801 году, во время Первой берберийской войны, ему была предложена должность командира на корабле, однако он отказался.
В 1810 году Томас Тракстон неудачно баллотировался в Палату представителей Конгресса США. В 1816 году он был избран шерифом округа Филадельфия и отбыл на этом посту четырёхлетний срок.
Им опубликовано несколько трудов по навигации и военно-морской тактике, довольно известных в своё время.
Умер 5 мая 1822 года, похоронен в пригороде Филадельфии на мемориальном кладбище «Крайст-Черч», где его могила существует и по сей день.

## Память
Именем Тракстона было названо несколько американских военных кораблей и город Тракстон в штате Нью-Йорк. В Вашингтоне некогда существовало транспортное кольцо «Truxton Circle», названное в его честь, позже оно было снесено, однако его имя сохранилось в названии близлежащего района. Парк Тракстона в Аннаполисе (штат Мэриленд) также был назван в его честь. Имя  коммодора носило несколько кораблей ВМФ США, среди них — USS Truxtun, спущенный на воду в 2009 году.